# Awesome; I Fuckin’ Shot That!
Awesome; I Fuckin’ Shot That! ist ein Konzertfilm der Beastie Boys. Er dokumentiert einen Auftritt, der im Jahr 2004 in New York City stattfand. Gefilmt wurde er von 50 zuvor ausgewählten Fans aus dem Publikum heraus. Awesome; I Fuckin′ Shot That! trägt den Untertitel An Authorized Bootleg.

## Konzert
Das Konzert, das in Awesome; I Fuckin′ Shot That! zu sehen und zu hören ist, fand am 9. Oktober 2004 im Madison Square Garden statt. Die Beastie Boys spielten Songs von allen sechs bis dahin erschienenen Alben – Licensed to Ill, Paul’s Boutique, Check Your Head, Ill Communication, Hello Nasty und To the 5 Boroughs: 
1. Intro – Mix Master Mike
2. Triple Trouble
3. Sure Shot
4. Root Down
5. Hello Brooklyn
6. Time to Get Ill
7. All Lifestyles
8. Pass the Mic
9. Shake Your Rump
10. Interlude – Mix Master Mike
11. Sabrosa
12. Ricky’s Theme
13. Something’s Got to Give
14. An Open Letter to NYC
15. Right Right Now Now
16. Paul Revere
17. Body Movin′
18. Three MC’s and One DJ
19. Brass Monkey
20. So What’cha Want
21. Ch-Check it Out
22. Intergalactic (Zugabe)
23. Gratitude (Zugabe)
24. Sabotage (Zugabe)

Bei den Songs, die eher dem Hip-Hop zuzuordnen sind, waren die Beastie Boys nur an Mikrofonen zu hören. Bei den Songs, die Elemente des Funk beziehungsweise des Hardcore enthalten, spielten MCA, Ad-Rock und Mike D auch Instrumente. Während des ganzen Konzerts wurden sie von Sidemen begleitet: 
- MCA: Rap, Bass
- Ad-Rock: Rap, Gitarre
- Mike D: Rap, Schlagzeug
- Mix Master Mike: Turntables
- Money Mark: Keyboard
- Alfredo Ortiz: Percussion
- Doug E. Fresh: Beatboxing

## Film
Gefilmt wurde Awesome; I Fuckin’ Shot That! größtenteils von Fans. Die Beastie Boys hatten im Vorfeld des Konzerts Ticketinhaber gebeten, sich auf ihrer Internetseite für diese Aufgabe zu bewerben. Unter den Interessenten wählten sie dann diejenigen 50 aus, deren jeweilige Plätze im ausverkauften Madison Square Garden zusammengenommen möglichst vielfältige Perspektiven boten. Diese Fans wurden dann mit Hi8-Kameras ausgestattet und erhielten vor Konzertbeginn eine kurze Einweisung, die im Wesentlichen lautete: „Es gibt nur eine Regel – ihr könnt abrocken, könnt machen, was ihr wollt – filmt einfach. Wenn ihr nicht hinguckt, ist das auch egal; aber wenn die Lichter ausgehen, dann drückt ihr den magischen roten Knopf.“ Getreu dieser Ansage dokumentierten die Fans nicht nur das Geschehen auf der Bühne und im Zuschauerraum, sondern auch das an den Getränkeständen und in den Toilettenkabinen. Die Bilder sind meist sehr verwackelt und etwas unscharf, teilweise beinhalten sie auch die Datums- und Zeiteinblendungen der Kameraautomatik. Ergänzt werden die Aufnahmen der 50 Amateure um die von zwei professionellen Tour-Kameraleuten, die die Beastie Boys und ihre Sidemen unter anderem Backstage zeigen. Zudem ist in der Titelsequenz des Films Manhattan aus der Perspektive eines einfliegenden Hubschraubers zu sehen.
Sämtliche an die Fans vergebenen Kameras erhielten die Beastie Boys nach dem Konzert zu ihrem eigenen Erstaunen zurück; allerdings hatten sie als Pfand auch deren Führerscheine verlangt. Die Sichtung der auf den Kameras enthaltenen Aufnahmen dauerte etwa ein Jahr. In der Postproduktion wurden diese Bilder teilweise mit verschiedenen Effekten optisch modifiziert, zusammengeschnitten und dann mit der separat aufgenommenen Tonspur des Konzerts unterlegt. Die Produktionskosten für den Film beliefen sich auf rund 1.000.000 Dollar.
Die ursprüngliche Idee für Awesome; I Fuckin′ Shot That! stammt von MCA: „Auf unsere Internetseite hatte irgendjemand ein körniges 30-sekündiges Handy-Video von uns auf der Bühne hochgeladen. Und ich fand, dass es die Energie der Show sehr gut eingefangen hat. Die meisten Konzertfilme, besonders die modernen auf MTV und VH1, haben die Energie nie so gut einfangen. Aber dieser Clip tat es irgendwie schon.“ MCA war als Nathanial Hörnblowér auch Regisseur und Produzent von Awesome; I Fuckin′ Shot That! – dafür griff er auf die Ressourcen des von ihm gegründeten Filmunternehmens Oscilloscope Laboratories zurück. 

## Kino
Offizielle Kinopremiere feierte Awesome; I Fuckin′ Shot That! im März 2006 beim South by Southwest; allerdings wurde er bereits im Januar desselben Jahres beim Sundance Film Festival gezeigt.
Der Film spielte in den USA am Startwochenende, Anfang April 2006, rund 18.000 Dollar ein.

## DVD
Zwischen 2006 und 2009 wurde Awesome; I Fuckin′ Shot That! in mehreren Ländern von verschiedenen Labels als DVD veröffentlicht. In den USA wurde der Film im Jahr 2006 von Thinkfilm und Lions Gate als Awesome; I … Shot That! publiziert. In Deutschland erschien er im Jahr 2007 bei Polyband unter dem Originaltitel; einer Ausgabe des Musikmagazins Visions aus dem Jahr 2009 war der Film als Gratis-DVD beigefügt.
Die deutsche Version der DVD enthält folgende Extras: 
- A Day In The Life of Nathanial Hörnblowér (Mockumentary)
- Never Stop Rapping Yet (O-Ton-Collage)
- Show Intros (Sketche)
- Enter Jerome Crooks′ Angry World (Reportage)
- Big-Time Hollywood Trailer (Trailer)

## Rezeption
In der New York Times war über Awesome; I Fuckin′ Shot That! zu lesen, dass er in seinen besten Momenten die Energie der Show in allen Teilen der Arena einfange und in seinen schlechtesten Momenten nach einer „Handy-Kamera mit epileptischem Anfall“ aussehe.
Das Musikmagazin Rolling Stone führt den Film in einer Liste der „40 großartigsten Rock-Dokumentationen“ auf Platz 15.
Der Metascore des Bewertungsportals Metacritic, basierend auf 22 Rezensionen, liegt bei 68 von 100 möglichen Punkten.
Das sogenannte Tomatometer der Filmbewertungsseite Rotten Tomatoes steht bei 74 Prozent.
Die Filmdatenbank IMDb vergibt 7,5 von 10 möglichen Punkten.

## Trivia
Awesome; I Fuckin′ Shot That! startet mit einem Rolltitel, in dem von der Mariel-Bootskrise zu lesen ist – eine Reminiszenz an den Film Scarface.
Im Abspann bringt der vom Konzert sichtlich beeindruckte Schauspieler Ben Stiller seine Bewunderung für den DJ der Beastie Boys mit folgenden Worten zum Ausdruck: „Mix Master Mike ist fast so gut wie ich.“ 